# Oryzomys antillarum

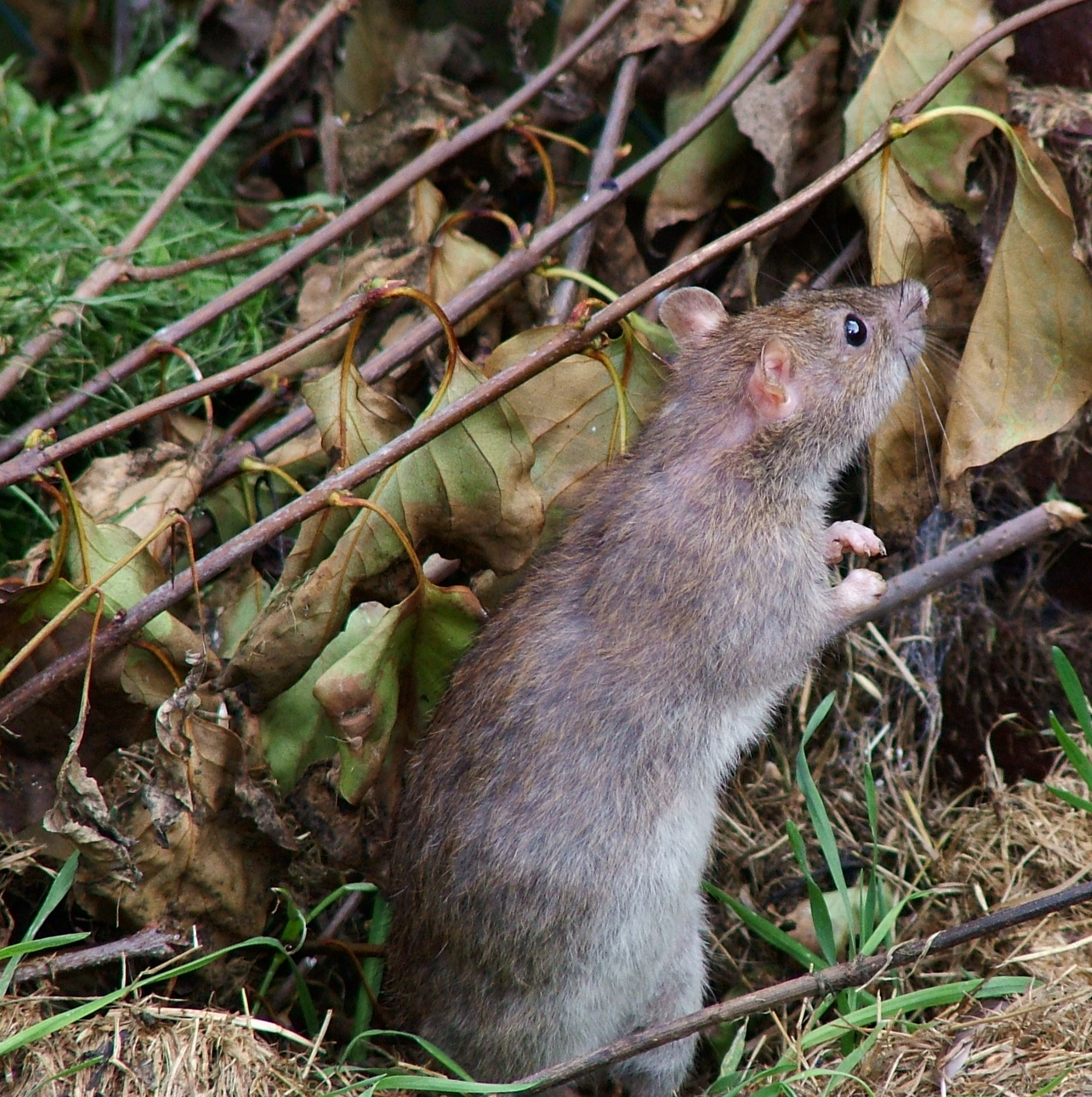
Loài chuột nâu là tác nhân gây tuyệt chủng của loài chuột này

Chuột gạo Jamaica (Danh pháp khoa học: Oryzomys antillarum) là một loài động vật gặm nhấm của Jamaica và là một thành viên của chi Oryzomys trong họ Cricetidae, nó tương tự như O. couesi ở Trung Mỹ, từ nơi nó có thể phân tán sang hòn đảo nó ở trong thời kỳ băng hà cuối. Oryzomys antillarum là loài phổ biến trong các hệ động vật hang động và cũng được biết đến từ ba mẫu vật được thu thập vào thế kỷ 19. Loài này có thể đã tuyệt chủng vào cuối thế kỷ 19, có lẽ do sự du nhập của loài chuồn Măng-gút châu Á nhỏ, sự cạnh tranh với loài gặm nhấm như chuột nâu, và sự phá hủy môi trường sống.

## Đặc điểm
Oryzomys antillarum là một con chuột cỡ trung bình, tương tự như các loài Oryzomys couesi. Chiều dài đầu và thân là 120 đến 132 mm (4,7 đến 5,2 inch) và hộp sọ dài khoảng 30 mm (1,2 inch). Các phần trên có màu đỏ và phân thành phần dưới màu vàng. Đuôi dài đến tận đầu và thân, lông thưa, và sẫm hơn ở dưới. Các loài khác với O. couesi trong việc có xương mũi dài hơn, vòm mũi cứng hơn (đục lỗ phía trước vòm miệng), và các vòm xương (xương má) mạnh mẽ hơn.
Theo mô tả của Thomas, phần trên có màu đỏ, sáng hơn trên mông và xám hơn trên đầu. Màu sắc của các phần trên được phân chia thành các phần dưới, màu vàng. Các sợi lông của các phần dưới có màu xám ở gốc. Đôi tai nhỏ có màu đen ở bên ngoài và có màu vàng ở phía bên trong và bề mặt trên của bàn tay và chân trắng. Đuôi gần như trần và có màu nâu nhạt ở trên và dưới nhẹ hơn. Hộp sọ nói chung cũng tương tự như của Oryzomys couesi, cũng như răng khỏe mạnh và phát triển tốt gờ nằm trên mắt. Khe xương, một phần mái của bộ não, nhỏ và hẹp. Xương vòm xương mở rộng ra ngoài các răng hàm răng thứ ba. Xương mũi kéo dài hơn các xương tiền tuyến.